# Antoine-Claude Briasson
 Antoine-Claude Briasson (* 5. April 1700 in Lyon; † 28. Februar 1775 in Paris) war ein französischer Buchhändler und Verleger im Zeitalter der Aufklärung. Er war einer der Verleger der Encyclopédie französischer Aufklärer bzw. der Enzyklopädisten.

## Leben
Briasson stammte aus Lyon. Seine Eltern waren der Lebensmittelhändler Claude Briasson († 1738) und Marie Chappas († 1738). Nach etwa fünf Jahren der Ausbildung bei seinem Onkel Antoine Briasson in der Lyoner rue Mercière ging er im Jahre 1720 nach Paris, wo er im Oktober eine Lehre bei dem Pariser Buchdrucker Nicolas Simart (zirka 1670–1750) begann, und zwei Jahre später bei Antoine Gaudouin fortführte. Den Meistertitel (maître-libraire) machte er 1724 in Paris.
Am 8. Februar 1725 heiratete er Marie Anne Pochard. Aus der Ehe gingen zwei Töchter, Marie Anne (1726–1744) und Françoise Marguerite (1735–1752) sowie ein Sohn, Antoine Claude (1745–1778), hervor.
Von 1724 bis 1775 war Briasson zunächst als Buchhändler in Paris tätig, ab 1751 auch als Verleger. Sein Pariser Domizil lag von 1724 an in der rue Saint-Jacques.
Er zählte zu den wohlhabendsten Verlegern seiner Zeit und übernahm wichtige Aufgaben in der Gemeinschaft der Buchhändler aus dem Jahr 1739. Neben André François Le Breton, Michel-Antoine David und Laurent Durand war Briasson einer von vier Verlegern der Encyclopédie. Zwischen 1752 und 1765 gab er das seit dem Jahre 1665 bestehende Journal des sçavans heraus.

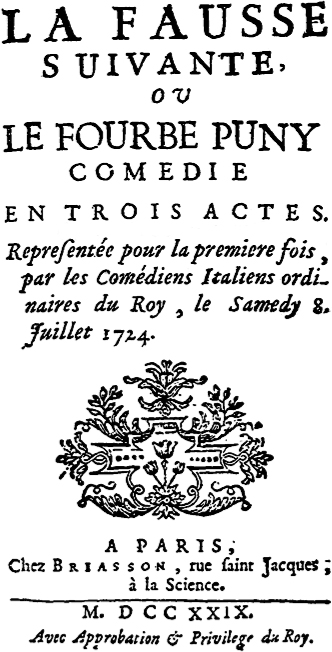
Fausse suivante von Pierre Carlet de Chamblain de Marivaux, editiert von Briasson wie auf dem unteren Rand der Titelseite vermerkt: à Paris, chez Briasson, rue Saint-Jacques, à la Science

## Schriften
- Pierre François Xavier de Charlevoix: La vie de la mère Marie de l’Incarnation, 1724
- Machiavel: Le Médecin, 1746
- Pierre Tarin: Anthropotomie, 1750.
- L’Encyclopédie
- L’Esprit de l’Encyclopédie, fünf Ausgaben zwischen 1768 und 1772.
- Jean-Baptiste de Mirabaud: Le monde, son origine, et son antiquité
- Jean-Baptiste de Mirabaud: De l’âme, et de son immortalité
- Crébillon Fils: Les Égarements du cœur et de l’esprit
- Montesquieu: Le Temple de Gnide
- John Locke: Essai sur l’entendement humain
- Pierre Bayle, Dictionnaire historique et critique
- Johann Jakob Brucker: Historia Philosophicae Doctrinae de Ideis
- Buffon, Daubenton: L’Histoire naturelle.